# Meilichius klapperichi
Meilichius klapperichi es una especie de coleóptero de la familia Endomychidae.

## Distribución geográfica
Habita en China.